# ČSD EM 475.2 sorozat
A ČSD 475.2,  452 egy csehszlovák villamos motorvonat-sorozat.  A sorozatgyártás 1972 és 1973 között történt. Összesen 11 db készült a motorvonatból.